# De Dobbe
De Dobbe is een vijver in de wijk Aa-landen in Zwolle, de hoofdstad van de Nederlandse provincie Overijssel.

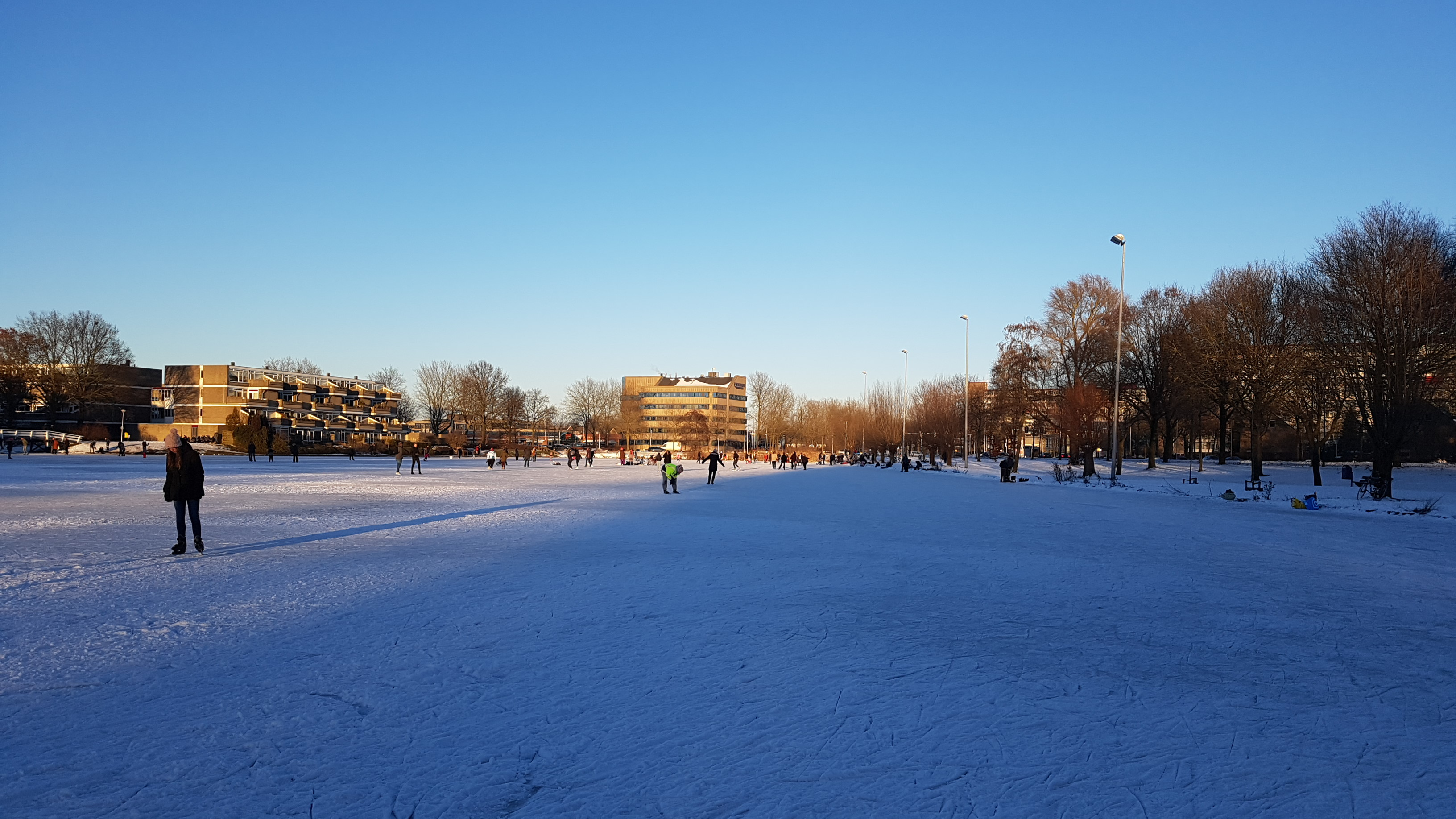
Schaatsen op de Dobbe

## Geografie
Ten noorden langs de Zwartewaterallee ligt een grote vijver; de Dobbe. Deze is bij vorst in gebruik als schaatsbaan. Rond het water kan gewandeld worden.
Tussen de vijver en de Middelweg ligt wijkboerderij de Eemhoeve. Ten noorden hiervan ligt de Westrand; een langgerekte, natuurlijke parkstrook. Aan de zuidkant ligt een ruig speelterrein met een wandelroute door de natuur.
Archenaultplantsoen · Azaleapark · Badhuiswal - Noordereiland · Broerenkerkplein · De Dobbe · Engelse Werk · Groen assenkruis Holtenbroek · Ittersumerpark · Van Nahuysplein · Nooterhof · Oldenelerpark · Park Aa-landen · Park Eekhout · Park Gerenbroek · Park Gerenlanden · Park Hogenkamp · Park Ittersumerlanden · Park de Wezenlanden · Ter Pelkwijkpark · Twistvlietpark · Potgietersingel · Prins Clauspark · Schellerpark · Stinspark · Oude Weteringzone · Wijkpark Berkum · Zwarte waterpark Holtenbroek · Zwarte waterpark Stadshagen